# Stenocrates bolivianus
Stenocrates bolivianus är en skalbaggsart som beskrevs av Roger Paul Dechambre 1979. Stenocrates bolivianus ingår i släktet Stenocrates och familjen Dynastidae. Inga underarter finns listade i Catalogue of Life.